# Cratere Baillaud
Baillaud è un cratere lunare di 89,44 km situato nella parte nord-orientale della faccia visibile della Luna.
Il cratere è dedicato all'astronomo francese Benjamin Baillaud. 

## Crateri correlati
Alcuni crateri minori situati in prossimità di Baillaud sono convenzionalmente identificati, sulle mappe lunari, attraverso una lettera associata al nome.
| Baillaud | Coordinate            | Diametro (in km) |
| -------- | --------------------- | ---------------- |
| A        | 75°36′36″N 48°16′48″E | 55,61            |
| B        | 72°55′48″N 32°54′36″E | 18,08            |
| C        | 74°54′00″N 50°54′36″E | 11,36            |
| D        | 73°24′36″N 49°16′48″E | 15,42            |
| E        | 74°19′48″N 35°57′00″E | 14,28            |
| F        | 75°37′12″N 53°01′12″E | 18,81            |